# دبیرستان واسا سونسکا
مدرسه واسا سونسکا لیسئوم (سوئدی: Vasa Svenska Lyceum) یک مدرسه پسرانه در واسا، فنلاند بود که از سال ۱۸۷۰ تا ۱۹۷۴ فعالیت می‌کرد. مدرسه قبلی، مدرسه واسا اونینگز اسکولا (سوئدی: Vasa övningsskolas gymnasium) بود و ریشه‌های آن به مدرسه سه‌گانه‌ی واسا (سوئدی: Wasa trivialskolaniin) که در سال ۱۶۸۴ تأسیس شده بود، برمی‌گردد. در سال ۱۸۷۲، مدرسه به ساختمان قدیمی شهرداری نقل مکان کرد. اگرچه نقشه‌های کارل اکسل ستربرگ برای ساختمان جدید مدرسه از قبل آماده بود، وقتی مشخص شد مشکل کمبود جا وجود دارد، یک طبقه اضافی به ساختمان دو طبقه اضافه شد. با این جابجایی، دبیرستان (فنلاندی: kimnaasi) و مدرسه ابتدایی (سوئدی: yläalkeiskoulu) در یک لیسئوم (مجموعه) ادغام شدند. این مدرسه در سال ۱۸۸۳ به یک لیسئوم کلاسیک (فنلاندی: klassiseksi) و یک لیسئوم علمی (فنلاندی: reaalilyseoksi) تقسیم شد. در طول سال‌های سرکوب، زبان روسی در لیسئوم علمی اجباری شد، در حالی که در لیسئوم کلاسیک، اجباری شدن آن تا آغاز قرن بیستم به تعویق افتاد.
مدرسه واسا لیسئوم، که بعدها واسا سونسکا لیسئوم نامیده شد، در سال ۱۸۷۴ به عنوان یک مدرسه هفت کلاسه تأسیس شد و زبان آموزشی آن سوئدی بود. اولین مدیر آن جی. او. آی. رانکن بود. محل مدرسه در حال حاضر دبیرستان واسا اونینگز اسکولا (به سوئدی: Vasa övningsskolas gymnasium) است.